# Leistus terminatus
Leistus terminatus là một loài bọ cánh cứng thuộc họ Carabidae đặc hữu của miền Cổ bắc. Ở châu Âu, nó được tìm thấy ở Áo, Belarus, Bỉ, Quần đảo Anh, Cộng hòa Séc, mainland Đan Mạch, Estonia, Phần Lan, chính quốc Pháp, Đức, Hungary, Cộng hòa Ireland, chính quốc Ý, Latvia, Litva, Luxembourg, Cộng hòa Macedonia, Bắc Ireland, mainland Na Uy, Ba Lan, România, Nga, Slovakia, Slovenia, Thụy Điển, Thụy Sĩ, Hà Lan và Ukraina.